# سيرجي بتروف
سيرجي بتروف (بالروسية: Петров, Сергей Андреевич)‏ (2 يناير 1991 سانت بطرسبرغ روسيا - ) هو لاعب كرة قدم روسي يلعب كلاعب وسط.

## وصلات خارجية
سيرجي بتروف على موقع الاتحاد الأوربي (الإنجليزية)
- سيرجي بتروف على موقع قاعدة بيانات كرة القدم.إي يو (الإنجليزية)
- سيرجي بتروف على موقع Soccerway.com (الإنجليزية)
- سيرجي بتروف على موقع عالم كرة القدم.نت (الإنجليزية)
- سيرجي بتروف على موقع AS.com (الإسبانية)